# Bathysciadium concentricum
Bathysciadium concentricum is een slakkensoort uit de familie van de Bathysciadiidae. De wetenschappelijke naam van de soort is voor het eerst geldig gepubliceerd in 1927 door Dall.